# Ryszard Gdulewski

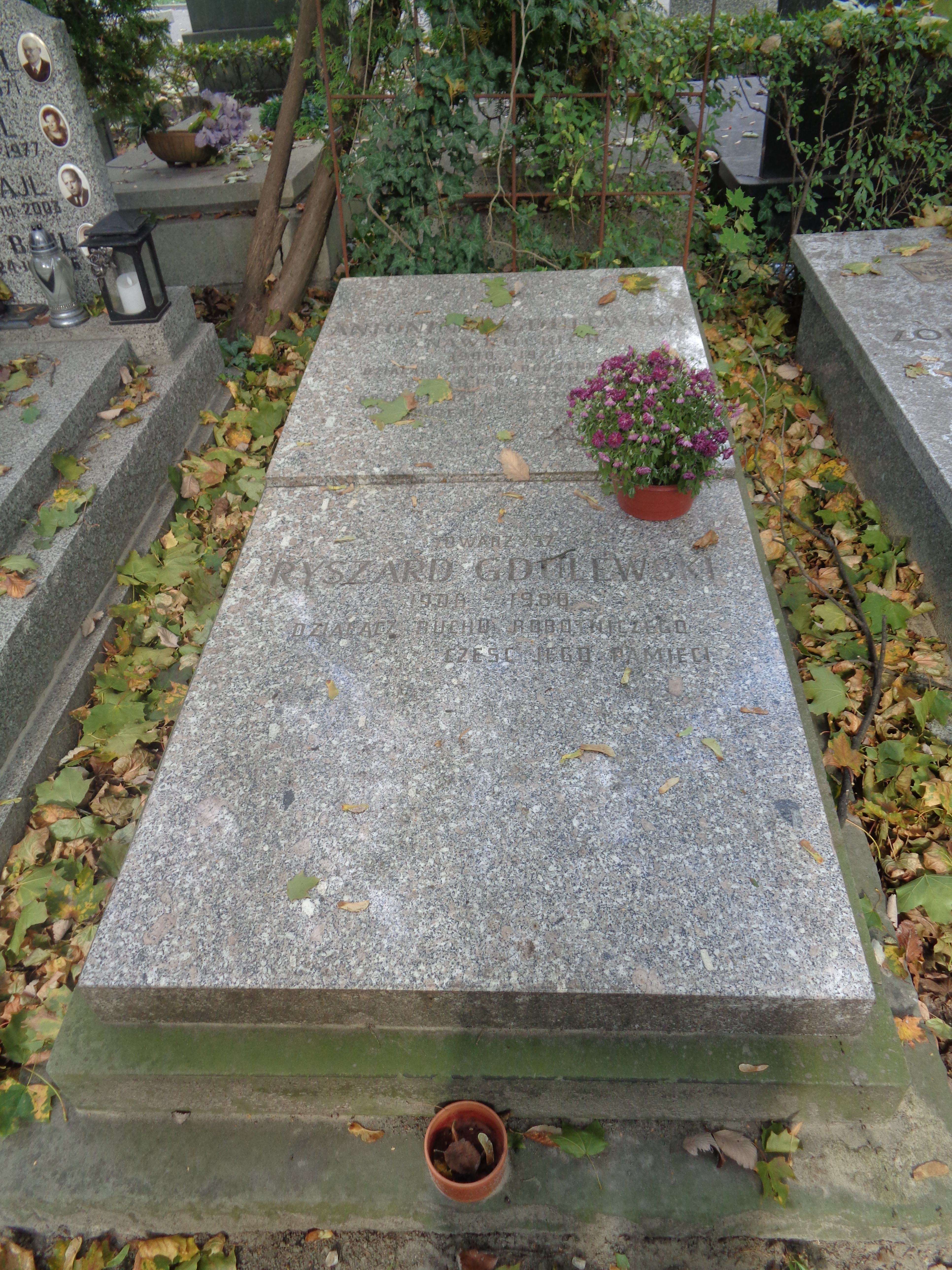
Grób Ryszarda Gdulewskiego na cmentarzu Wojskowym na Powązkach

Ryszard Gdulewski, ps. Krzysztof, Profesor, Ryszard (ur. 13 kwietnia 1906 w Pruszkowie, zm. 5 maja 1980 w Warszawie) – technik, działacz komunistyczny, powstaniec warszawski.

## Życiorys
Syn stolarza Ignacego, uczestnika rewolucji 1905–1907, i Michaliny. Od 1913 uczył się w ewangelickiej szkole podstawowej, podczas I wojny światowej ewakuowany z rodzicami do Krzemieńczuka na Ukrainie, gdzie do 1918 ukończył 4 klasy szkoły podstawowej. W 1918 powrócił z rodziną do kraju, w 1924 skończył średnią techniczną szkołę kolejowej w Warszawie i został tokarzem w warszawskiej fabryce karabinów, w której później był konstruktorem przyrządów pomiarowych. Od 1926 konstruktor narzędzi i urządzeń pomiarowych w Państwowej Wytwórni Sprawdzianów, gdzie związał się z ruchem lewicowym. Uczestnik zebrań Stowarzyszenia Wolnomyślicieli Polskich, w 1927 wstąpił do KPP, w której działał do jej rozwiązania w 1938. W 1928 skończył Szkołę Podchorążych Saperów w Modlinie i zaczął pracować w Wytwórni Amunicji nr 1 w Forcie Bema jako konstruktor-technolog, potem kierownik oddziału produkcji zapalników artyleryjskich. Skończył studia na Politechnice Warszawskiej i przeszedł specjalistyczne szkolenie pirotechniczne. Podczas okupacji był kalkulatorem w narzędziowni. Od listopada 1939 działacz Polskiej Organizacji Zbrojnej (POZ), która później została scalona z AK. Od stycznia 1941 działał w grupie utworzonej przez działaczy KPP i PPS-Lewicy, która przystąpiła później do ZWW, a na początku 1942 do PPR. Komendant wojskowy ZWW dzielnicy Wola, a po powstaniu PPR komendant GL tej dzielnicy i członek egzekutywy Komitetu Dzielnicowego (KD) PPR. Inspektor ds. wojskowych dzielnicy Okęcie. Organizator sabotażu w fabryce i produkcji kluczy do rozkręcania torów kolejowych dla oddziałów GL, i kolców do przebijania opon samochodowych. W marcu-kwietniu 1942 prowadził szkolenie minerskie członków oddziału partyzanckiego GL Franciszka Zubrzyckiego „Małego Franka”. Latem 1942 zorganizował laboratorium chemiczne GL i został jego kierownikiem. W marcu 1943 został kierownikiem Wydziału Zaopatrzenia Sztabu Głównego GL. Przez pewien czas ukrywał w swoim mieszkaniu oficera GL Edwarda Lanotę zbiegłego z transportu do Treblinki. Od wiosny 1944 szkolił patrole saperskie batalionu AK „Kiliński”. Podczas powstania warszawskiego walczył w Śródmieściu jako oficer saperów AK. Po upadku powstania przebywał w oflagach, skąd wrócił w lipcu 1945. Od sierpnia 1945 inspektor kontroli w Centralnym Zarządzie Przemysłu Zbrojeniowego, od września 1947 dyrektor naczelny Centralnego Zarządu Sprzętu Samochodowego. Nieetatowy instruktor Wydziału Komunikacji KC PPR/PZPR. 1952–1953 szef Działu Technicznego Centralnego Zarządu Przemysłu Maszyn Budowlanych, 1953–1954 starszy inżynier w Biurze Konstrukcyjnym Przemysłu Motoryzacyjnego. 6 lutego 1953 wykluczony z PZPR przez Centralną Komisję Kontroli Partyjnej, 28 grudnia 1956 Komisja Rehabilitacyjna przy Komitecie Warszawskim PZPR przywróciła mu członkostwo partii. Od marca 1956 dyrektor techniczny Biura Projektów Przemysłu Mięsnego i Mleczarskiego, od lutego 1961 do marca 1971 sekretarz generalny Stowarzyszenia Inżynierów Mechaników Polskich. 1965–1971 członek Zarządu Głównego Związku Zawodowego Metalowców.
Autor wspomnień pt. „Pirotechnicy z fabryki Gerlacha” (1979).
Zmarł w Warszawie, pochowany na cmentarzu Wojskowym na Powązkach w Warszawie (kwatera C31-2-5).

## Ordery i odznaczenia
- Order Sztandaru Pracy II klasy
- Krzyż Srebrny Orderu Virtuti Militari (14 października 1947)[2]